# Беляев, Сергей Васильевич (актёр)
Серге́й Васи́льевич Беля́ев (род. 17 марта 1960, Москва, РСФСР, СССР) — советский и российский актёр театра и кино. Народный артист Российской Федерации (2024).

## Биография
Сергей Беляев родился 17 марта 1960 года в Москве.
В сентябре 1986 года, сразу после окончания ГИТИСа (курс Олега Табакова), был принят в труппу Московского театра-студии под руководством Олега Табакова. Является одним из основателей театра-студии.

### Творческая карьера
Театральную карьеру Сергей Беляев начинал рабочим сцены в Малом театре. Там его заметили. Поступил в Высшее театральное училище имени М. С. Щепкина, а через два года перевёлся в ГИТИС.
Более чем за двадцать лет служения в Московском театре-студии под руководством Олега Табакова Сергей сыграл множество ролей — больших и маленьких. Каждая из них отличалась своим особенным обаянием, каждая запоминалась.
Для Сергея особенно важен зритель, его реакция. «Если бы я сам ставил спектакль, — говорит он, — задача была бы одна — зритель здесь должен посмеяться, а здесь — поплакать, и то и другое — искренне, и уйти с чем-то новым, тёплым — в душе». «Если зритель уходит на моих глазах… это ужасно… Однако, я его ни в чём не виню — это значит, мы в чём-то виноваты, раз ему скучно…»
В 1989 году Сергей стал лауреатом «Песни года» за написанную им песню «Забава» на стихи Сергея Есенина, ставшую популярной в исполнении Александра Малинина.
Сейчас в Театре Олега Табакова занят в спектаклях «Дядя Ваня» А. П. Чехова (Телегин), «Идиот» по мотивам романа Ф. М. Достоевского (Лебедев), «Искусство» Я. Реза (Иван), «Страсти по Бумбарашу» Юлия Кима (Гаврила).
В МХТ имени А. П. Чехова играет в спектаклях «№ 13» Рэя Куни (Управляющий), «Пышка» по одноимённой новелле Ги де Мопассана (Фоланви), «Конёк-горбунок» братьев Пресняковых по мотивам сказки П. Ершова (Царь).

«Сергей из старослужащих. В нашем подвале он занял своё прочное место. У него хозяйское, трепетное отношение к ролям. Он из тех актеров, которые сами готовы платить за право играть. Сергей — верный и безотказный коллега: много раз выручал и выручает театр. Он сочиняет музыку и, как все, что он делает, он делает это без наглости неофита. В нашей жизни, где все подверглось инфляции, он строг к себе. И это сегодня самое главное».— Олег Табаков о Сергее Беляеве.

## Творчество

### Роли в театре
- «Кресло» А. Марина по Ю. Полякову — Дремотный
- «Дыра» А. Галина — Нужнов
- «Полоумный Журден» М. А. Булгакова — учитель музыки и танцев
- «Крыша» А. Галина — Савок
- «Жаворонок» Ж. Ануя — Кошон
- «Кастручча» А. Володина — Дремотный
- «Затоваренная бочкотара» В. Аксенова — Боцман Допекайло
- «Матросская тишина» Александра Галича — Митя Жучков
- «Обыкновенная история» В. Розова по И. Гончарову — Сурков
- «Звёздный час по местному времени» Г. Николаева — Филомеев
- «Ревизор» Н. В. Гоголя — Земляника
- «Анекдоты» по Ф. М. Достоевскому и А. Вампилову — Генерал
- «Смертельный номер» О. Антонова — Толстый
- «Последние» М. Горького — Лещ
- «На дне» М. Горького — Медведев
- «Долгий рождественский обед» Торнтона Уайлдера — Кузен Брендон
- «Воскресение. Супер» братьев Пресняковых по Л. Н. Толстому — князь Корчагин
- «Город» Е. Гришковца — Герой
- «Когда я умирала» У. Фолкнера — Анс Бандрен
- «Признания авантюриста Феликса Круля» Т. Манна — Антонио Хосе Кукук
- «Женитьба» Н. В. Гоголя — Яичница
- «Пиквикский клуб» Чарльза Диккенса (в МХТ им. Чехова) — мистер Уордль

### Фильмография
- 2003 — Адвокат — Виктор Демидов
- 2004 — Полный вперёд! — Скосарев
- 2004 — Евлампия Романова-2 (серия «Гадюка в сиропе») — Митрофанов
- 2005 — Запасной инстинкт — Багров, майор
- 2005 — Парижская любовь Кости Гуманкова — Поляков
- 2006 — Цвет неба — Алекс
- 2006 — Жена Сталина — Сергей Киров
- 2007 — Служба доверия
- 2007 — Май — Рукавишников, комбат
- 2007 — Железная дорога — отец
- 2008 — Сердцеедки — Анатолий («брат» Джона, «муж» Тамары)
- 2008 — День радио
- 2008 — Девочка — отец Лены
- 2009 — Снайпер. Оружие возмездия — Осипов
- 2009 — Конёк-Горбунок (телеспектакль) — Царь
- 2009 — Каникулы строгого режима — Проценко
- 2009 — Журов (фильм № 2 «Игра в куклы») — Олег Павлович Сысоев, преподаватель медицинской академии
- 2011 — Операция «Горгона» — Карлуша
- 2011, 2014, 2016, 2017 — Воронины — Пётр Сергеевич, директор школы (168, 287, 372, 416)
- 2011 — Карамель — Георгий Беляев, муж Надежды Петровны, отец Ани
- 2012 — Обратная сторона Луны — Пряхин
- 2012, 2014 — Кухня (1-й и 4-й сезоны) — Михаил Кочетков, ресторанный критик
- 2012 — Чкалов — братья Полищуки
- 2012 — В зоне риска (6-я и 8-я серии) — Геннадий Рэмович Лихих, банкир
- 2012 — Однажды в Ростове — Лагутин, отец певицы Зои
- 2013 — Сын отца народов — Георгий Маленков
- 2013 — Братья по обмену — Александр Сергеевич Белкин, начальник колонии
- 2013 — Ледников — Михаил Юрьевич Фалдин (Фильм № 6 «Змеиное гнездо»)
- 2014 — Ёлки 1914
- 2014 — Прощай, любимая! — Олег Валентинович, бизнесмен
- 2014 — Легавый 2 — Николай Крайнов, генерал-майор госбезопасности
- 2014 — Братья по обмену 2 — Александр Сергеевич Белкин, начальник колонии
- 2014 — На глубине — Барматов
- 2015 — Метод — Егоров
- 2017—2018 — Ивановы-Ивановы — Альберт Климов, отец Яны[2]
- 2017 — Сальса — нефтяник
- 2020 — Фантом — Виктор Сергеевич Егоров, руководитель убойного отдела полиции
- 2021 — Западня — майор милиции Зыков, начальник РОВД
- 2021 — СеняФедя — бизнес-партнёр Бориса Коновалова
- 2021 — Миссия «Аметист» — Тищенко
- 2021 — Собор — Борис Петрович Шереметев
- 2022 — Сирийская соната — Вадим
- 2023—2024 — Против всех — Роберт Генрихович Кинцлер, застройщик
- 2025 — Подслушано в Рыбинске — Олег Викторович Васильев, начальник УВД

## Признание и награды
- Заслуженный артист Российской Федерации (30 мая 1997 года) — за заслуги в области искусства[3].
- Лауреат «Песни года» (за песню «Забава» на стихи Сергея Есенина).
- Премия города Москвы в области литературы и искусства (2020) — за исполнение главных ролей в постановках «Женитьба», «Ревизор», «Русская война Пекторалиса»[4].
- Народный артист Российской Федерации (3 апреля 2024 года) — за большие заслуги в развитии кинематографического, музыкального, театрального, хореографического и циркового искусства[5].